# 郑子久
郑子久（1916年—1998年），男，山东日照人，中华人民共和国政治人物，曾任山东省革命委员会副主任，山东省人民政府副省长，第五届全国人大代表。